# 新倫敦 (北卡羅萊納州)
新倫敦（英語：New London）是一個位於美國北卡羅萊納州斯坦利縣的城鎮。

## 人口
根據2020年美國人口普查的數據，新倫敦的面積為5.12平方千米，皆為陸地。當地共有人口607人，而人口密度為每平方千米119人。